# کوردیلرا بلانکا
کوردیلرا بلانکا (انگلیسی: Cordillera Blanca) نام رشته‌کوهی در پرو است که بخشی از کوه‌های آند به‌شمار می‌رود. این رشته‌کوه به طول ۲۰۰ کیلومتر با راستای شمال‌غربی در محدوده عرض جغرافیایی '۸°۰۸ تا '۵۸°۹ جنوبی و طول جغرافیایی '۷۷°۰۰ تا '۵۲°۷۷ غربی قرار دارد و دارای چندین قله بالای ۶٬۰۰۰ متر و ۷۲۲ یخچال طبیعی است. اوآسکاران که با ارتفاع ۶٬۷۶۸ متر، بلندترین قله پرو است، در این رشته‌کوه جای دارد.
کوردیلرا بلانکا در زبان اسپانیایی به‌معنای رشته‌کوه سفید است. این رشته‌کوه در منطقه انکاش واقع شده و به موازات دره سانتا ریور و در غرب آن قرار دارد. پارک ملی هاسکاران که در سال ۱۹۷۵ تأسیس شده، تقریباً کل محدوده کوردیلرا بلانکا را در بر می‌گیرد.
ذوب برف‌های کوردیلرا بلانکا، بخشی از نیاز شمال پرو را در تمام طول سال تأمین می‌کند، در حالی که ۵ درصد از برق پرو از یک نیروگاه برق آبی واقع در دره سانتا ریور تأمین می‌شود. مساحت پوشش دائمی یخ بین دهه ۱۹۷۰ و ۲۰۰۶ به حدود یک سوم کاهش یافته‌است.